# Mäkilehdonsaaret
Mäkilehdonsaaret är en ö i Finland. Den ligger i sjön Laukkasenjärvi och i kommunen Kuopio i den ekonomiska regionen  Kuopio ekonomiska region  och landskapet Norra Savolax, i den centrala delen av landet, 300 km nordost om huvudstaden Helsingfors. Öns största längd är 140 meter i öst-västlig riktning. Notera att namnet antyder att det är fråga om flera öar.

## Klimat
Trakten ingår i den boreala klimatzonen. Årsmedeltemperaturen i trakten är 1 °C. Den varmaste månaden är augusti, då medeltemperaturen är 16 °C, och den kallaste är januari, med −16 °C.